# Ixpatlach, Coxcatlán
Ixpatlach är en ort i Mexiko.   Den ligger i kommunen Coxcatlán och delstaten San Luis Potosí, i den centrala delen av landet, 230 km norr om huvudstaden Mexico City. Ixpatlach ligger 182 meter över havet och antalet invånare är 191.
Terrängen runt Ixpatlach är huvudsakligen kuperad, men åt sydväst är den bergig. Runt Ixpatlach är det ganska tätbefolkat, med 100 invånare per kvadratkilometer. Närmaste större samhälle är Villa Terrazas, 11,8 km sydost om Ixpatlach. I omgivningarna runt Ixpatlach växer huvudsakligen savannskog.